# عاصم‌آباد
عاصم آبادروستایی است از توابع شهرستان کمیجان در استان مرکزی. این روستا در دهستان خسروبیگ این شهرستان قرار دارد.

## مشخصات منطقه ای
روستای عاصم آباد طبق تقسیمات اخیر کشوری، ازتوابع دهستان خسروبیگ شهرستان کمیجان می‌باشد. این روستا بامختصات جغرافیایی ۴۹ درجه و ۳۴ دقیقه طول شرقی و ۵۷ درجه و ۴۳ دقیقه عرض شمالی در شمال غربی استان مرکزی قراردارد. فاصله روستای عاصم آباد تا مرکز شهرستان - کیلومتر می‌باشد.

## جمعیت
طبق سرشماری مرکز آمار ایران، جمعیت عاصم آباد در سال ۱۳۸۵ برابر با ۹ نفر بوده است. این روستا ۷ خانوار دارد.